# Campli

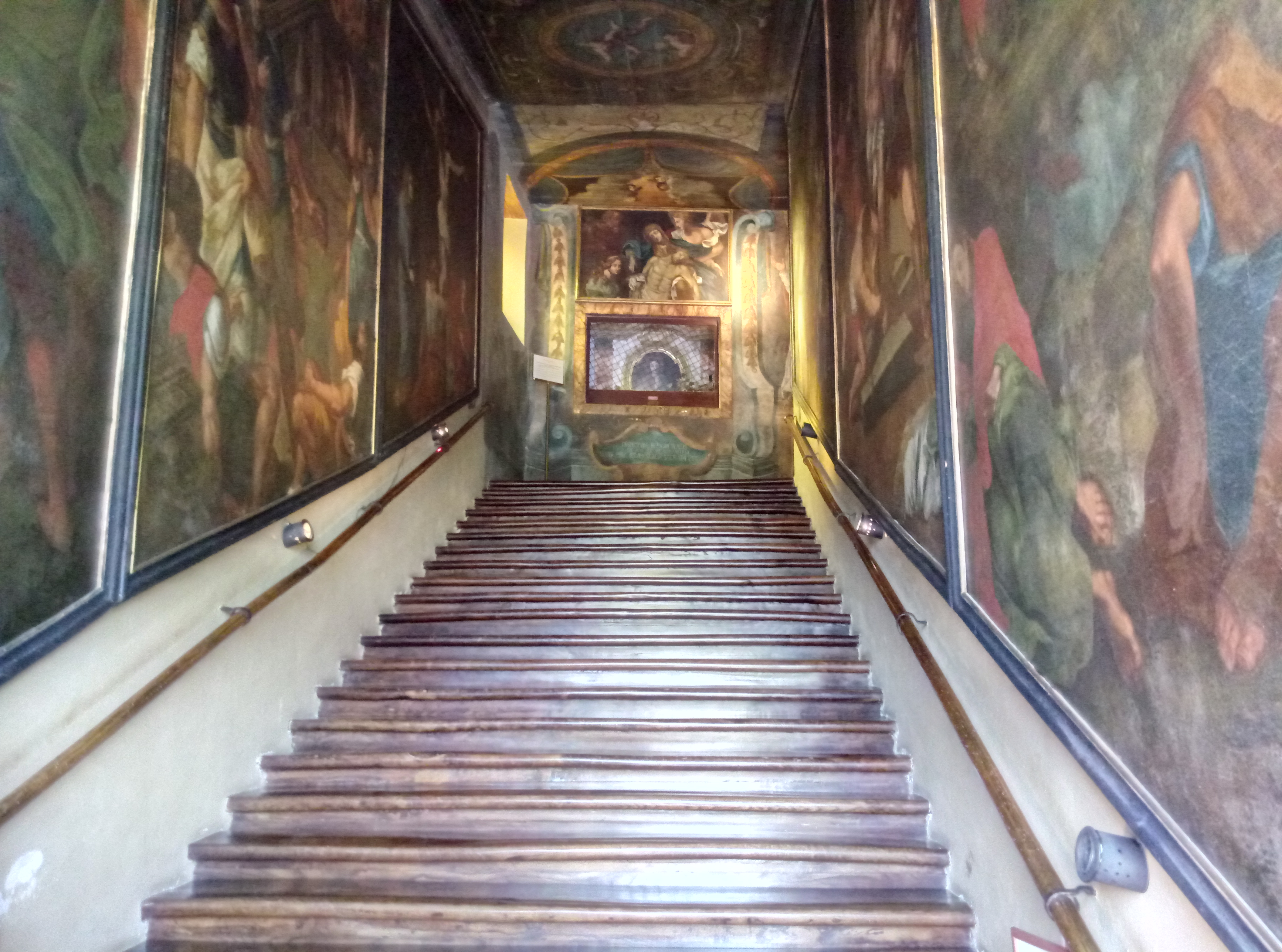
Scala Santa, Campli

Campli ist eine italienische Gemeinde mit 6536 Einwohnern (Stand 31. Dezember 2023) in der Provinz Teramo in der Region Abruzzen. Die Ortschaft ist Mitglied der Comunità Montana della Laga und liegt teilweise innerhalb der Grenzen des Nationalpark Gran Sasso und Monti della Laga.

## Geografie
Zu den Ortsteilen (Fraktionen) zählen Battaglia, Campovalano, Castelnuovo, Cesenà, Floriano, Gagliano, Garrufo, Guazzano, Molviano, Nocella, Pagannoni, Paterno, Piancarani, Roiano, Sant’Onofrio und Villa Camera.
Die Nachbargemeinden sind: Bellante, Civitella del Tronto, Sant’Omero, Teramo, Torricella Sicura und Valle Castellana.
Die Gemeinde liegt rund 11 km von der Provinzhauptstadt Teramo und rund 30 km von der Adriaküste entfernt.

## Geschichte
Das Gebiet war seit der Bronzezeit bewohnt, es wurde in der Umgebung um Campli, in Campovalano, eine Nekropole mit zahlreichen Gräbern gefunden, die ältesten datieren auf das 10. Jahrhundert v. Chr. Diese Region war ein Zentrum der so genannten italischen Kulturen. Im 4./3. Jahrhundert vor Christus kommt das Gebiet unter römische Herrschaft. Im Jahr 894 wird Campli erstmals urkundlich erwähnt. 1372 wird der Stadt der Status einer freien Kommune zuerkannt. Am 12. Mai 1600 wurde der Stadt eine eigene, bischöfliche Gerichtsbarkeit durch eine Bulle von Papst Clemens dem VIII. zugestanden. Im 17. Jahrhundert übertraf Campli im Hinblick auf die wirtschaftliche Bedeutung und die Einwohnerzahl selbst die heutige Provinzhauptstadt Teramo. Im Mittelalter entstanden die ersten Kirchen in Campli, die Stiftskirche Collegiata di Santa Maria in Platea und Chiesa di San Francesco.
Auf den Ort geht das Titularbistum Camplum zurück.

## Bevölkerungsentwicklung
| Jahr      | 1861  | 1881  | 1901  | 1921  | 1936   | 1951   | 1971  | 1991  | 2001  | 2016  |
| Einwohner | 7.155 | 8.120 | 9.690 | 9.869 | 11.109 | 11.941 | 8.636 | 7.356 | 7.266 | 7.176 |

Quelle: ISTAT

## Sehenswürdigkeiten
- Museo Archeologico Nazionale

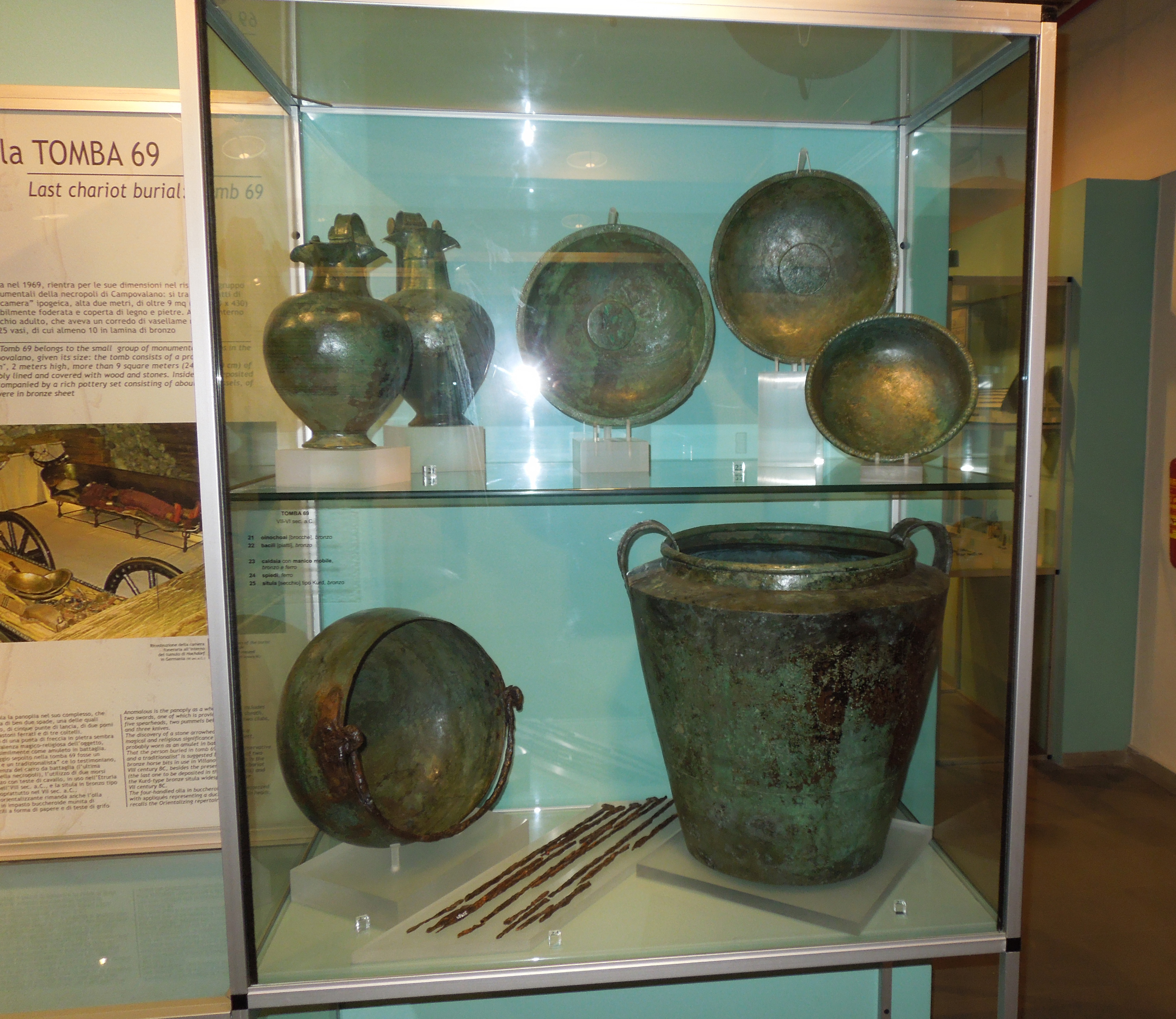
Funde der Nekropole von Campovalano im Museo archeologico

- Palazzo del Parlamento/Palazzo Farnese (jetzt Rathaus)
- Collegiata di Santa Maria in Platea
- Scala Santa, die heilige Treppe aus Olivenholz

### Kirchen
- Chiesa di San Pietro (in der Fraktion Campovalano)
- Chiesa di San Paolo
- Chiesa di San Giovanni (in der Fraktion Castelnuovo)
- Chiesa di San Francesco

## Weinbau
In der Gemeinde werden Reben der Sorte Montepulciano für den DOC-Wein Montepulciano d’Abruzzo angebaut.

## Persönlichkeiten
- Primo Riccitelli (1875–1941), Komponist
- Claudio Micheloni (* 1952), Politiker